# Rue de Beauce
Rue de Beauce je ulice v Paříži v historické čtvrti Marais. Nachází se ve 3. obvodu.

## Poloha
Ulice vede od křižovatky s Rue Pastourelle a končí na křižovatce s Rue de Bretagne. Ulice vede od jihu, kde nazuje na Ruelle Sourdis, směrem na sever.

## Historie
Tato ulice je jednou z těch, které byly otevřeny v letech 1626–1630 při nové parcelaci pozemků a rozšíření čtvrti. Nese jméno bývalé francouzské provincie Beauce. Francouzský král Jindřich IV. plánoval vybudovat ve čtvrti Marais rozsáhlé náměstí Place de France, z jehož realizace po králově smrti sešlo. Na tomto náměstí mělo končit osm ulic a každá měla nést jméno jedné významné provincie. Název ulice je tak pozůstatkem tohoto nerealizovaného plánu.